# コモロの国章
コモロの国章（コモロのこくしょう）には、中心に太陽と、4つの星が中に描かれた三日月が描かれている。その外側にはフランス語とアラビア語での国名が記されている。外縁部にはオリーブの葉が描かれ、国のスローガンである"Unité - Justice - Progrès"（フランス語で統一、正義、進歩）が記されている。

1975から1978年までの国章
1978から2016年までの国章